# Lønsj
Lønsj (Engelse titel: Cold Lunch) is een Noorse dramafilm uit 2008 van Eva Sørhaug naar een scenario van Per Schreiner.

## Verhaal
Wanneer een vogel op het shirt van Christer poept, moet hij zijn shirt in de was doen. Dan bedenkt hij zich dat hij nog geld in zijn shirt heeft zitten en schakelt hij de stroom in het hele gebouw uit. Dit heeft ernstige gevolgen voor meerdere personen.

## Rolverdeling
| Acteur                     | Personage          |
| -------------------------- | ------------------ |
| Ane Dahl Torp              | Leni               |
| Pia Tjelta                 | Heidi              |
| Aksel Hennie               | Christer           |
| Bjørn Floberg              | Kildahl            |
| Nicolai Cleve Broch        | Marius             |
| Anneke von der Lippe       | Karin              |
| Kyrre Haugen Sydness       | Odd                |
| Birgitte Victoria Svendsen | Turid              |
| Ingar Helge Gimle          | Gunnar             |
| Jan Gunnar Røise           | Erlend             |
| Nicholas Hope              | Restauranteigenaar |
| Pål Sverre Valheim Hagen   | Conciërge          |
| Pål Stokka                 | Bjørn Olaf         |
| Celine Engebrigtsen        | Margret            |
| Elin Sogn                  | Klant              |

## Achtergrond
Lønsj werd opgenomen in mei en juni 2007. De ensemblefilm werd vergeleken met Amerikaanse films als Magnolia, Crash en Babel. Het was de eerste lange speelfilm van regisseuse Eva Sørhaug die voorheen alleen korte films en afleveringen van televisieprogramma's gemaakt had. Het internationale debuut was op het filmfestival van Venetië.

## Ontvangst
Lønsj trok meer dan 75.000 Noren naar de bioscoop. Kritische recensies waren gemengd tot gematigd negatief.